# Moçambique nos Jogos Olímpicos de Verão de 1988
O Moçambique participou dos Jogos Olímpicos de Verão de 1988 em Seul, na Coreia do Sul. Nenhum atleta conquistou medalha e foi a terceira participação do país em Jogos Olímpicos de Verão.